# Pseudocranae
Pseudocranae is een geslacht van rechtvleugeligen uit de familie veldsprinkhanen (Acrididae). De wetenschappelijke naam van dit geslacht is voor het eerst geldig gepubliceerd in 1898 door Bolívar.

## Soorten
Het geslacht Pseudocranae omvat de volgende soorten:
- Pseudocranae bimaculata Willemse, 1935
- Pseudocranae bolivari Willemse, 1922
- Pseudocranae cornelii Willemse, 1972
- Pseudocranae elegans Willemse, 1972
- Pseudocranae flavosignata Willemse, 1972
- Pseudocranae gracilis Willemse, 1932
- Pseudocranae gressitti Willemse, 1973
- Pseudocranae intermedia Willemse, 1972
- Pseudocranae jucunda Brancsik, 1897
- Pseudocranae katemensis Willemse, 1972
- Pseudocranae litoralis Willemse, 1973
- Pseudocranae lorentzi Willemse, 1938
- Pseudocranae loriae Bolívar, 1898
- Pseudocranae mayri Ramme, 1941
- Pseudocranae nana Willemse, 1932
- Pseudocranae picta Willemse, 1973
- Pseudocranae pseudojucunda Willemse, 1972
- Pseudocranae rammei Willemse, 1972
- Pseudocranae rubroannulata Ramme, 1941
- Pseudocranae similis Willemse, 1972
- Pseudocranae simplex Willemse, 1972
- Pseudocranae tenuis Willemse, 1972
- Pseudocranae tibialis Willemse, 1972
- Pseudocranae uniformis Ramme, 1941